# الکساندر ایوانف (وزنه‌بردار)
الکساندر ایوانوف (به انگلیسی: Aleksandr Ivanov) زاده ۲۲ ژوئن ۱۹۸۹ است. او وزنه بردار کشور روسیه است.